# Malawisjön
Malawisjön, tidigare Nyasasjön, är Afrikas tredje största sjö. Den ligger på gränsen mellan Malawi, Moçambique och Tanzania i en djup sänka och är den av sjöarna i de östafrikanska gravsänkesystemet som ligger längst söderut. Uppgifter om sjöns storlek blir ungefärliga eftersom vattenivån varierar, mellan 1914 och 1979 steg sjön 7 meter. Ytan är ca 30 000 km2, medeldjupet 273 meter och maxdjupet 706 meter. Vattnet är rent och syrerikt ned till 80 meter, men under 200 meter är det syrefritt. Ruhuhufloden är den största av de 14 floder som rinner ut i Malavisjön. Shirefloden, som är en biflod till Zambezi, är Malawisjöns utlopp.  Vattenflödet är 350 m³/s i genomsnitt, men från 1915 till 1937 flöt inget vatten genom utloppet.

## Historia
Sjöns existens beskrevs av den portugisiske upptäcktsresanden Caspar Boccaro 1616. Livingstone besökte Malawisjön 1859 och kunde konstatera att befolkningen fångade och åt myggor som ibland svärmar i stora mängder runt sjön, ett proteintillskott som utnyttjas av lokalbefolkningen än idag.

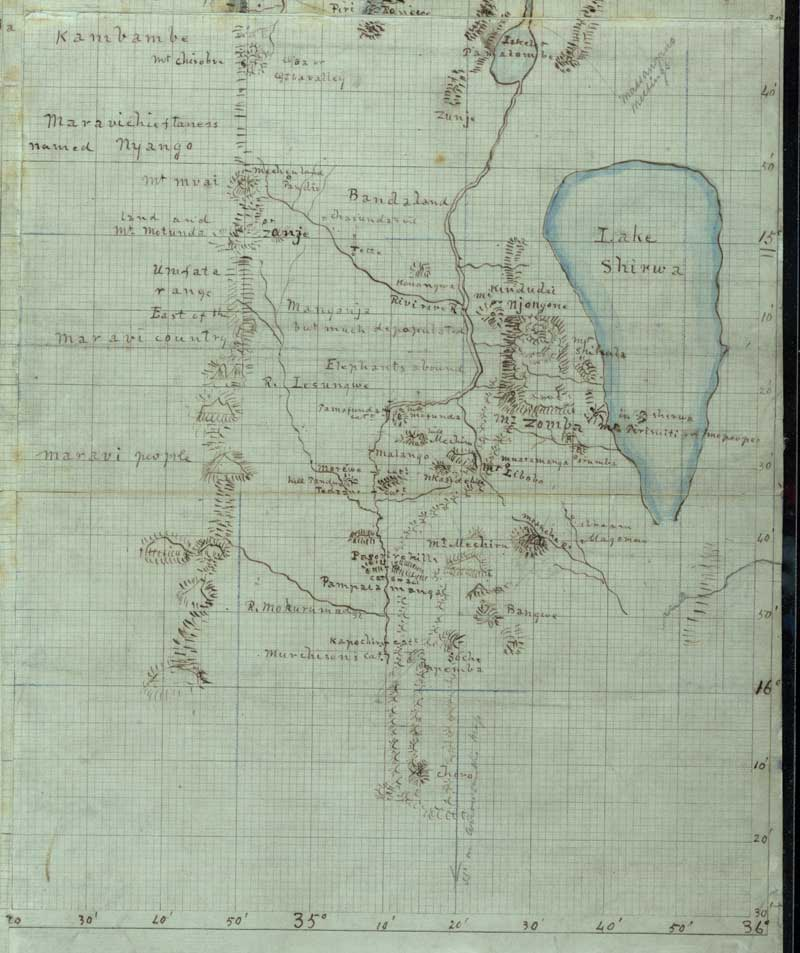
Livingstones karta
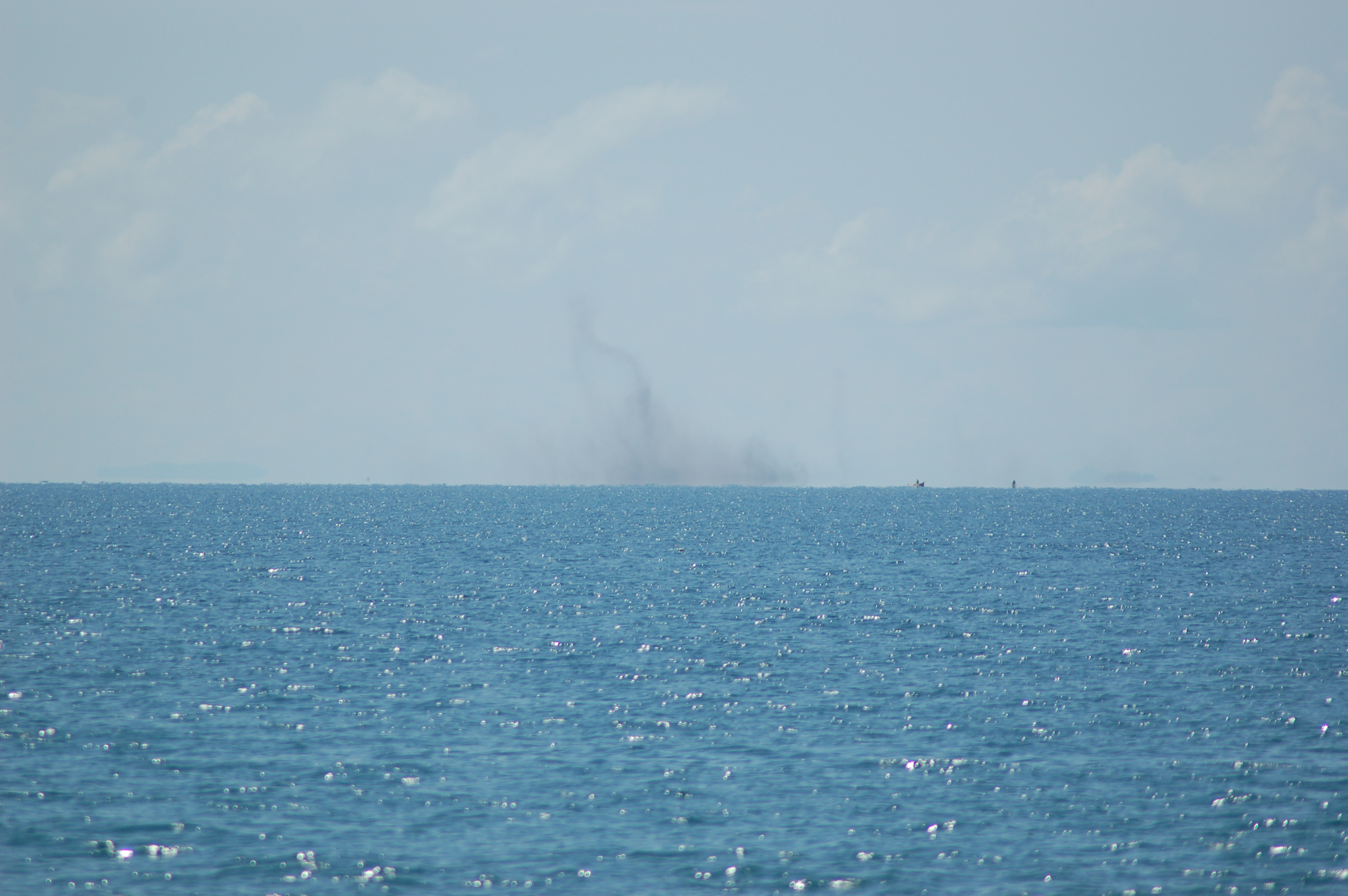
Myggsvärmar

## Djurliv
Malawisjön är känd för sina många, minst 500 fiskarter, inom gruppen ciklider där cirka 400 är endemiska. Malawisjöns ciklidfauna isoleras från Zambezis fauna av Murchisonfallen och är ett exempel på snabb evolution med ett stort antal anpassningar från en urform (adaptiv radiering) Forskare har undersökt sedimentet i sjön och konstaterat att vattennivån har sjunkit med 200 meter vid flera tillfällen under sjöns historia. Det har resulterat i nya livsmiljöer och tvingat fram nya fiskarter. Cikliderna i Malawisjön spelar en liknande roll som finkarna på Galapagosöarna för förståelsen av evolutionen.

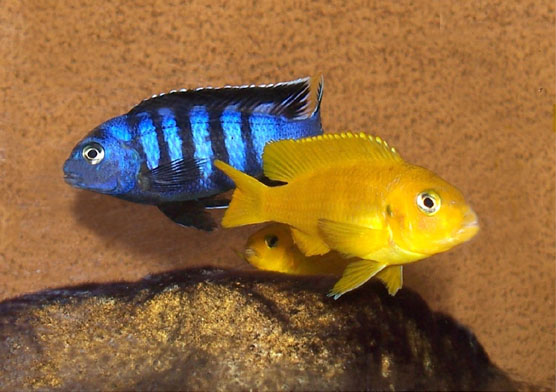
Malawiciklider
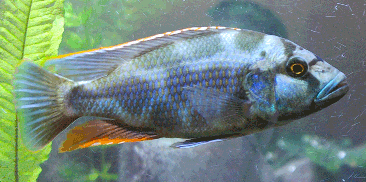
Livingstons ciklid eller kalingono

## Malawisjöns nationalpark
Malawisjöns nationalpark bildades 1980 och är belägen vid södra delen av Malawisjön vid Kap Maclear, och omfattar bland annat Nankumbahalvön, tolv öar och omfattar en yta på 94 km2. Malawisjöns nationalpark upptogs på Unescos världsarvslista 1984. Parken ha klart vatten och kantas av branta, trädbevuxna berg. I sjön finns stora mängder fisk  och på land och i luften finns babianer, antiloper och hyraxar samt stora mängder fåglar.